# North Ballston Spa
North Ballston Spa est une census-designated place du comté de Saratoga, dans l'État de New York, aux États-Unis,. En 2020, elle compte une population de 1 376 habitants.